# Хмелев (Сумская область)
Хмелев (укр. Хмелів) — село,
Хмелевский сельский совет,
Роменский район,
Сумская область,
Украина.
Код КОАТУУ — 5924189401. Население по переписи 2021 года составляло 1128 человек.
Является административным центром Хмелевского сельского совета, в который, кроме того, входят сёла
Заклимок,
Касьяново и
Солодухи.

## Географическое положение
Село Хмелев находится на берегу реки Хмелевка,
выше по течению на расстоянии в 3 км расположено село Касьяново,
ниже по течению на расстоянии в 1,5 км расположено село Заклимок.
По селу протекает несколько пересыхающих ручьёв с запрудами.
Через село проходят автомобильные дороги Т-1907 и Т-1916.

## Происхождение названия
Историческое название села — Хмелов. В «Большом Энциклопедическом словаре Брокгауза и Ефрона» говорится: 

«Хмелов — местечко Полтавской губернии, Роменского уезда, при реке Хмеловке, в 18 верстах от уездного города. Жителей 5377. Три ярмарки, земская школа. Кустарные промыслы (древодельные, ткацкие, металлообрабатывающие и др.) быстро развиваются. В 1885 г. кустарей насчитано 33, в 1888 г. — 260, в 1898 г. — 584.»
На территории Украины 3 населённых пункта с названием Хмелев.

## История
- Впервые село Хмелев вспоминается в документах начала XVIII века.
- Около села обнаружен курганный могильник скифских времен.
- Зимой 1708-1709 годах в селе и прилегающих хуторах располагалось шведское войско. Штаб войска, во главе с королём Карлом XII, находился  в г. Ромны. Под селом Басовка находится могила, в которой похоронены погибшие и умершие шведы.

## Экономика
- Молокоприемный пункт, цех по производству  сыра
- Зерноприемный пункт.
- Маслобойка и мукомолка.
- Рынок.
- Выращивание клубники, смородины, малины и саженцев плодовых кустарников и деревьев.

## Объекты социальной сферы
- Школа со стадионом (с 2011 г. открыт детсад при школе), в нынешнее время именуется Лицей.
- Дом культуры.
- Два клуба.
- ФАП,аптека.
- Детсад (разрушен).
- Дом инвалидов.
- Кафе, бар, продуктовые магазины, магазин промтоваров и хозяйственных материалов.
- Церковь.
- Почта.
- ГРП (село газифицировано в 2008 г.)
- Телефонная станция.
- Питьевой водопровод от скважин.

## Известные люди
- Федько, Иван Фёдорович — советский военачальник, родился в селе Хмелев. Памятник демонтирован в селе и в г.Ромны,в рамках декоммунизации
- Вовна Пётр Алексеевич (1906—1940) — Герой Советского Союза, родился в селе Хмелев.
- Северин Иван Кириллович — Герой Советского Союза.
- Квитка Климент Васильевич — советский музыковед-фольклорист, педагог.

## Достопримечательности
- Братская могила советских воинов.
- Памятник местным жителям, погибших на фронтах ВОВ,
- Бюст Герою Советского Союза П. Вовне,
- Бюст Герою Советского Союза И. Северину.
- Скифский могильник.
- Вблизи села каштановая аллея (более 100 лет).